# صبح روز بعد (فیلم ۱۹۸۶)
صبح روز بعد (به انگلیسی: The Morning After) نام فیلم معمایی و مرموزی است که در سال ۱۹۸۶ به کارگردانی سیدنی لومت ساخته شد.
جین فوندا موفق شد برای بازی در این فیلم برای دریافتِ جایزه اسکار بهترین بازیگر نقش اول زن نامزد شود.